# Veitsch
Veitsch est une ancienne commune autrichienne du district de Bruck-Mürzzuschlag en Styrie. Elle a fusionné le 1er janvier 2015 avec Mitterdorf im Mürztal et Wartberg im Mürztal pour former Sankt Barbara im Mürztal.